# Parafia św. Kazimierza w Policach
Parafia pw. Świętego Kazimierza w Policach – parafia należąca do dekanatu Police, archidiecezji szczecińsko-kamieńskiej, metropolii szczecińsko-kamieńskiej Kościoła rzymskokatolickiego. Parafia obejmuje część miasta Police – dzielnicę Nowe Miasto. Jest najmłodszą w mieście. Mieści się przy ulicy Księdza Prymasa Stefana Wyszyńskiego, na osiedlu Anny Jagiellonki. Parafia ta przez wiele lat wydawała miesięcznik parafialny „Świadomi Chrystusa”. Od 1 września 2021 r. proboszczem parafii jest ks. kan. dr Piotr Gałas, który zastąpił ks. kan. Waldemara Gasztkowskiego.
26 października 2014 do kościoła św. Kazimierza Królewicza w Policach wprowadzone i zainstalowane w ołtarzu św. Jana Pawła II, znajdującym się w Kaplicy Matki Bożej Fatimskiej, zostały relikwie krwi św. Jana Pawła II.

## Działalność parafialna

### Świadomi Chrystusa
Świadomi Chrystusa – lokalny (parafialny) miesięcznik katolicki wydawany w Policach przez parafię pw. św. Kazimierza, jedna z najstarszych (o ile nie najstarsza) i najdłużej nieprzerwanie działających gazet parafialnych archidiecezji szczecińsko-kamieńskiej. Na łamach gazety poruszane są zarówno tematy związane z funkcjonowaniem lokalnego Kościoła, jak również te o charakterze teologicznym i społecznym. Świadomi Chrystusa od samego początku miała być "gazetą dobrych wiadomości". Od momentu rozpoczęcia wydawania Świadomi Chrystusa jest redagowana przez osoby świeckie we współudziale z księżmi pracującymi w parafii.
Czasopismo powstało w 1992 r., w czasie gdy proboszczem parafii pw. św. Kazimierza w Policach był ks. kan. Jan Kazieczko. W 1999 r. redakcja Świadomi Chrystusa zorganizowała w Policach Archidiecezjalne Forum Prasy Parafialnej. W latach 1999–2009 gazeta wydawana była nieregularnie, jednak po zmianach w redakcji w 2009 r. do dzisiaj gazeta ukazuje się regularnie – z reguły w pierwszą lub ostatnią niedzielę miesiąca.
Początkowo gazeta była jednokolorowa, z czasem stała się wielokolorowa - kolorowa była okładka i dwie środkowe strony, reszta była czarno-biała. Począwszy od września 2013 r. Świadomi Chrystusa jest drukowane w pełni kolorowo na papierze kredowym. Ponadto archiwalne numery są udostępniane w wersji cyfrowej (format PDF) na stronie internetowej parafii pw. św. Kazimierza w Policach.